# Póvoa de São Miguel
Póvoa de São Miguel ist ein Ort und eine Gemeinde (Freguesia) in Portugal im Landkreis (Concelho) von  Moura, mit einer Fläche von 187,1 km² und 761 Einwohnern (Stand 19. April 2021). Dies entspricht einer Einwohnerdichte von 4,1 Einwohnern/km².

## Geschichte
Spuren menschlicher Besiedelung des Gebietes reichen von der Altsteinzeit über Jungsteinzeit, Kupfersteinzeit und Eisenzeit, bis zu seiner Zeit als Ort in der römischen Provinz Lusitania und dem arabischen Herrschaftsgebiet des al-Andalus.
Der heute bekannte Ort wurde im 14. Jahrhundert gegründet. Bis zum 11. März 1988 hieß der Ort Póvoa de São Miguel, oft einfach nur Póvoa genannt.

## Kultur und Sehenswürdigkeiten
Einige Antas und andere archäologische Fundstätten sind zu besichtigen. Unter den zahlreichen Baudenkmälern sind zudem Sakralbauten, zwei Friedhöfe, eine Wassermühle, u. a. Auch die inzwischen geschlossenen Thermalquellen in der Gemeinde sind geschützt.